# Стратиграфия
Стратиграфията е клон на геологията, занимаващ се с изучаването на скалните пластове и наслояване.
Използва се главно при изследване на седиментни и наслоени вулканични скали. Има 2 свързани раздела: литостратиграфия и биостратиграфия.

## Историческо развитие
Католическият свещеник Никола Стено поставя теоретичните основи на стратиграфията, когато въвежда правилото на суперпозицията, принципа на първоначалната хоризонталност и принципа на страничната приемственост в труд от 1669 г. относно фосилизацията на органични останки в утаечни слоеве.
Първото практично едромащабно приложение на стратиграфията е от Уилям Смит през 1790-те години и началото на 19 век. Познат като „бащата на английската геология“, Смит оценява значението на пластовете скали и важността на фосилните маркери за съответните пластове. Той създава първата геоложка карта на Англия. Други влиятелни приложения на стратиграфията в началото на 19 век са от Жорж Кювие и Александър Броняр, които изучават геология в района около Париж.

## Литостратиграфия
Измененията в скалните единици, най-видимо изложени като визуални слоеве, се дължат на физични контрасти в скалния тип. Тези изменения могат да се срещнат вертикално като наслояване или странично и отразяват промени в средите на отлагане (познати като фации на промяна). Те предоставят литостратиграфия или литоложка стратиграфия за скалната единица. Ключови идеи в стратиграфията включват разбирането на това как възникват определени геометрични връзки между скалните слоеве и какво предполагат тези геометрии относно тяхната първоначална среда на отлагане. Основната идея в стратиграфията, наречена правило на суперпозицията, заявява: в недеформирана стратиграфска последователност най-старите пластове се намират в основата на последователността.
Хемостратиграфията изучава промените в относителните пропорции на елементите и изотопите в и между литоложките единици. Изотопните съотношения на въглерод и кислород се изменят с времето и изследователите могат да ги използват, за да отбелязват леки промени, случили се в палеосредата. Това води до специализирана област на изотопната стратиграфия.
Циклостратиграфията документира често цикличните промени в относителните пропорции на минералите (най-вече карбонати), размерите на зърната, дебелината на утаечните слоеве и разнообразието на фосили през времето, свързани със сезонни или по-дългосрочни промени в палеоклимата.

## Биостратиграфия
Биостратиграфията или палеонтоложката стратиграфия се основава на вкаменелостните доказателства в скалните слоеве. Пластове от обширни райони, съдържащи същата вкаменелостна флора и фауна, са съотносителни във времето. Биологичната стратиграфия се основава на принципа на последователността на фауната на Уилям Смит, който е една от първите и най-силни линии за доказателството на биологичната еволюция. Тя предоставя силно доказателство за образуването на (видообразуване) и измирането на видове. Геохронологичната скала е разработена през 19 век, основавайки се на доказателствата за биологична стратиграфия и последователността на фауната. Тази скала остава относителна такава, до разработването на радиоизотопното датиране, което води до развиването на хроностратиграфията.
Една важна разработка е кривата на морското равнище, която има за цел да определи глобална историческа крива на морското равнище според показатели от стратиграфски модели от цял свят. Стратиграфията често се използва, за да се очертае естеството и разпространението на скали, съдържащи въглеводороди.

## Хроностратиграфия
Хроностратиграфия се нарича клонът на стратиграфията, който определя абсолютната възраст, вместо относителната възраст скалните пластове. Клонът се занимава с извеждането на геохронологични данни за скални единици както пряко, така и по дедукция, така че да може да се изведе последователност от събития във времето, които са довели до образуването на скалите. Крайната цел на хроностратиграфията е да се поставят дати върху последователността на отлагане на всички скали в даден геологически район, като това се направи за всеки регион, накрая съставяйки цялостен геологически запис на Земята.
Празнина или липсващ пласт в геологическия запис на даден район се нарича стратиграфичен хиатус. Това може да е в резултат на спиране на отлагането на седимент, а може да се дължи и на ерозия. Физическа празнина може да представя както период на спряло отлагане, така и период на ерозия.
Магнитостратиграфията е хроностратиграфска техника, използвана за датиране на седиментни и вулканични последователности. Методът работи чрез събиране на ориентирани образци на измерени интервали през отрязък. Образците се анализират, за да се определи техният остатъчен магнетизъм, т.е. поляризацията на земното магнитно поле по времето, когато пластът е бил отложен. За седиментните скали това е възможно, защото докато изпадат през водната колона, минерали с много фини магнетични зърна (< 17 μm) се държат като миниатюрни компаси, ориентирайки се по посока на земното магнитно поле. След като бъдат затрупани, ориентацията се запазва. За вулканичните скали магнетичните минерали, които се образуват от лавата, се ориентират според обкръжаващото ги магнитно поле и са фиксирани на място след изстиване на лавата.
Ориентираните палеомагнитични образци се събират от района. Предпочитат се кални и тинести скали с много фина структура, защото магнетичните зърна са по-фини и по-склонни да се ориентират по посока на обкръжаващото ги магнитно поле по време на отлагане. Ако древното магнитно поле е ориентирано по посока на днешното поле (северният магнитен полюс е близо до северния географски полюс), пластовете биха имали нормална поляризация. Ако данните сочат, че северният магнитен полюс е бил близо до южния географски полюс, пластовете биха имало обратна поляризация.
Резултатите от индивидуалните образци се анализират, като се премахва естествената остатъчна магнетизация. След статистически анализ, резултатите се използват, за да се генерира локална магнитостратиграфска колона, която след това може да се сравни с глобалната времева скала на магнитната поляризация. Тази техника може да се използва, за да се датират последователности, които като цяло не съдържат вкаменелости или внедрени вулканични скали.